# Республиканский государственный академический корейский театр музыкальной комедии
Республиканский государственный  академический корейский театр музыкальной комедии Комитета культуры Министерства культуры и информации Республики Казахстан  — старейший национальный театр Казахстана и первый государственный академический корейский театр за пределами Корейского полуострова. 

## История

### Становление
В 1932 году во Владивостоке на базе кружков художественной самодеятельности был создан Дальневосточный краевой корейский театр.
С конца 1930-х годов театр начал работать в Казахстане, как Корейский театр музыкальной драмы: в 1937-1941 годах — в Кзыл-Орде, в 1942-1959 годах — в городе Уш-Тобе Алма-Атинской области, в 1959-1968 годах — вновь в Кызылорде.
В 1960 году труппа театра пополнилась выпускниками Ташкентского театрально-художественного института.
В становление и развитие театра значительный вклад внесли народные артисты Казахской ССР Ким Дин, Н. П. Ли, Ли Хам Дек, заслуженные деятели искусств Казахской ССР Ен Сен Нен, Г. М. Кан, Мен Дон Ук, А. А. Пашков, Те Ден Гу, Тхай Дян Чун, Цай Ен, заслуженные артисты Казахской ССР В. А. Ким, В. Е. Ким, Ким Хо Нам, Ли Гир Су, Ли Ен Су, А. Х. Мун, М. С. Пак, Пак Чун Себ, О. Ч. Сон, Цой Бон До.

### Республиканский театр
В 1966 году театр получил статус республиканского. В 1967 году при театре был организован профессиональный эстрадный ансамбль «Ариран». В 1968 году театр переехал в Алма-Ату
В 1969 году в театре был поставлен спектакль «Кремлёвские куранты» Н. Ф. Погодина, в котором впервые на корейской театральной сцене был создан сценический образ В. И. Ленина, роль которого исполнил Н. П. Ли.
В 1975 году труппа театра пополнилась выпускниками Алма-Атинского института искусств.
В 1978 году название театра было изменено на Корейский театр музыкальной комедии.
Коллектив театра гастролировал по Джамбульской, Кзыл-Ординской, Талды-Курганской, Чимкентской областям Казахской ССР, а также Киргизской ССР, Узбекской ССР, Каракалпакской АССР, Сахалинской области РСФСР.
В 1982 году театр выступал с творческим отчётом в Москве. В том же году театр был награждён орденом «Знак Почёта».
В конце 1980-х годов в коллективе театра — народная артистка Казахской ССР Ли Хам Дек, заслуженные деятели искусств Казахской ССР Мен Дон Ук, Э. Л. Богушевский, заслуженные артисты Казахской ССР В. А. Ким, Ким Ко Нам, П. А. Ким, Р. И. Ли, А. Х. Мун, М. С. Пак, О. Ч. Сон, Цой Бон До.

### Независимый Казахстан
После обретения Казахстаном независимости и установления дипломатических отношений между суверенным Казахстаном и Республикой Корея в области экономики и культуры, у казахстанского корейского театра открылись новые возможности.
- 1991 год — Республиканский корейский театр стал побратимом Государственного национального театра Сеула.
- 1992 год — на Всемирном фестивале национального театрального искусства в Сеуле театр удостоился первой премии за спектакль по пьесе Хан Дина «Не стоит раскачивать дерево».
- 2002 год — на Международном театральном фестивале в городе Гондю (Республика Корея) лауреатом стал спектакль по пьесе Цой Ен Гына «Не умирайте молодыми».
- 2002 год — 1 октября Президент Казахстана Нурсултан Назарбаев посетил корейский театр в связи с его 70-летним юбилеем[4] .
- 2003 год — театр начал давать представления в собственном здании (бывший кинотеатр «Жалын») по адресу ул. Папанина 70/1, угол Ярославской[5], предоставленном правительством Казахстана. Все кресла в зрительском зале корейского театра — подарок Посольства Республики Корея, а Фонд зарубежных корейцев предоставил необходимую аппаратуру.
- 2003 год — этнографический ансамбль «Самульнори» корейского театра получил Гран-При на фестивале в Сеуле.
- 2005 год — артист и режиссёр Государственного национального театра города Сеула Ли Ен Хо дважды приезжал в Алматы для участия в спектакле «Сказание о янбане» в качестве актера и для постановки спектакля «Чунхянден» в качестве режиссёра.
- 2006 год — театр впервые за долгие десятилетия выехал на гастроли по городам России, включая Москву, со спектаклем «Ариран» Цой Ен Гына и театрализованным представлением «Казахстан -мой край родной», где имел огромный успех у зрителей. Спектакль «Дом Бернарды Альбы» участвовал на международных фестивалях театрального искусства в Германии и Южной Корее.
- 2007 год — гастроли по городам российского Дальнего Востока с заключительным выступлением во Владивостоке — проект корейского театра «Поезд Памяти», посвященный 75- летию театра.
- 2007 год — корейская диаспора Казахстана отметила 70-летие проживания корейцев на казахской земле и 75-летие корейского театра. В честь юбилея вышла книга «История корейского театра» доктора ист. наук Георгия Кана и писателя Цой Ен Гына.
- 2009 год —  Корейский театр инициирует проведение международного театрального фестиваля "Шелковый путь" в городе Сеуле. В фестивале принимают участие четыре казахстанских театра: Казахский государственный академический театр драмы имени М. О. Ауэзова, Государственный академический русский театр драмы имени М. Ю. Лермонтова, Казахский государственный академический театр для детей и юношества имени Г. Мусрепова и Государственный Республиканский корейский театр музыкальной комедии.
- 2010 год — ответный визит: корейские артисты театров «Сан», «Мулькел», «Чоин» из города Сеула выступили на сценах казахстанских театров.
- 2010 год — на сцене театра был показан спектакль по пьесе известного российского писателя Анатолия Кима «Дорожка феи в саду».
- 2012 год — юбилейный год 80-летия корейского театра. В сентябре, в ходе праздничных мероприятий «Дни корейского театра», состоялось торжественное открытие музея Корейского театра[6].
- 2017 год — театру присвоен статус «Академический» (Постановление Правительства Республики Казахстан № 105 от 3 марта 2017 года).
- 2018 год — Во исполнение Постановления правительства от 02 апреля 2018 года № 07-03-190/811-и, 23 мая в 12:00 в Алматы состоялась торжественная церемония передачи здания Государственному республиканскому академическому корейскому театру музыкальной комедии по адресу – ул. Богенбай батыра 158. Гастроли в Республику Корея со спектаклем «Командир Хон Бом До» в рамках сотрудничества с Обществом памяти Хон Бом До Р. Корея в г. Сеуле и г. Джечхоне к 150-летию национального героя Кореи Хон Бом До.

- 2019 год — Визит Президента Республики Корея Мун Чже Ина в корейский театр.  Гастроли в Республику Корея со спектаклем «Командир Хон Бом До» в рамках сотрудничества с Обществом памяти Хон Бом До в Р. Корея.
- 2020 год — подписан Меморандум с Корейским фондом международного культурного обмена «KOFICE». Участие в международном онлайн-тренинге по программе CPI.
- 2022 год — гастроли в Республику Корея г. Сеул в рамках Года культурного обмена между Республикой Казахстан и Республикой Корея в юбилейный год 30-летия дипломатических отношений между государствами.  Участие в международном театральном фестивале «Команару» в г. Кон Джу, Р. Корея  Подписание меморандума о взаимопонимании и сотрудничестве (MOU) с Офисом Объединения «Шелковый путь культуры и искусства» в Республике Корея.  90-летний юбилей театра.  Презентация книги «Корейский академический театр».
- 2023 год — гастроли в Республику Корея по трём городам. Организация и проведение Международного фестиваля театров кукол "Ортеке". Организация и проведение Международного проекта "Тенгриада" с участием артистов театра, Казахского государственного академического театра для детей и юношества им. Г. Мусрепова и артистов из Республики Корея.
- 2024 год — Визит Спикера Парламента Республики Корея г-на У Вон Сика в корейский театр. Участие в торжественном Гала-концерте мастеров искусств Казахстана и Кореи, посвященный официальному визиту Президента Республики Корея г-на Юн Сок Еля в г. Астана. Участие в торжественной церемонии открытия "V Всемирных игр кочевников" в г. Астана. Гастроли в Республику Корея: фестиваль "Дано" в г. Каннын; XV фестиваль сохранения традиций почитание старших г. Тэджон; День обмена традиционными культурами Азии г. Кванджу; гастроли по приглашению Культурного Фонда Янгчон, г. Сеул.

## Репертуар
В советское время на сцене театра были поставлены произведения национальной корейской классики — «Сказание о девушке Чун Хян» Ли Ден Нима и Ен Сен Нена (1935—1936), «Сказание об Ондале» Тен Дон Хека (1972), «Сказание о янбане» Хан Дина (1973, 1985), а также классики русских и зарубежных драматургов: «Любовь Яровая» К. А. Тренева (1937), «Враги», «Егор Булычёв и другие» А. М. Горького (1939—1940), «Гибель эскадры» А. Е. Корнейчука (1941), «Гроза» А. Н. Островского (1950), «Ревизор» Н. В. Гоголя (1952), «Отелло» У. Шекспира (1953), «Коварство и любовь» Ф. Шиллера (1954), «Слуга двух господ» К. Гольдони (1959), «Лекарь поневоле» Ж. Б. Мольера (1964), «Бай и батрак» Х. Н. Хамзы (1971), «Тополёк мой в красной косынке» и «Материнское поле» по Ч. Т. Айтматову (1967, 1972), «Дом Бернарды Альбы» Ф. Гарсиа Лорки (1984), «Скамейка» А. И. Гельмана (1986) и другие.
Заметное место в репертуаре театра заняли также произведения казахских драматургов — «Козы Корпеш — Баян сулу» Г. М. Мусрепова (1949, 1975), «Енлик — Кебек» (1965), «Карагоз» (1969) и «Каракыпчак Кобланды» (1979) М. О. Ауэзова, «Ох, эти девушки» К. Байсеитова и К. Т. Шангитбаева (1965), «Волчонок под шапкой» К. Мухамеджанова (1967), «Каракумская трагедия» О. Бодыкова (1970).
Большой популярностью пользовались спектакли отражающие жизнь советских корейцев: «Поток жизни» (1945) и «Ариран» (1984) Тхай Дян Чуна, «Рассвет» и «Радуга» Цай Ена (1962, 1964, 1980), «Мачеха» (1965), «Седина матери» (1977) и «Сказание о зайце» (1982) Хан Дина, «Дорога на Север» (1966), «Жить с улыбкой» (1974), «Эран» и «Перевал Ариран» (оба в 1984 году) Мен Дон Ука, «Сыновья» и «Бессмертие» Ен Сен Нена (1974, 1985), «Семейная комедия» И. Ф. Кима и другие.
1985 год:
"Брат Жень-Шень, выходи!" (Г. Кан)
"Скамейка" (А. Гельман)
1986 год:
"Взрыв" (Хан Дин)
"Ариран" (Мен Дон Ук)
1987 год:
"Эран" (Мен Дон Ук)
1988 год:
"Пока не рассеется туман" (М. Пак)
1989 год:
"37-й транзитный" (В. Тен)
"Сим Чен Ден" (И. Ким)
1990 год:
"Весенний ветер" (Хе Ун Бэ)
"Хын Бу и Ноль Бу" (Тхай Дян Чун)
"Ге Ну и Дик Не" (Цай Ен)
1991 год:
"Не стоит раскачивать дерево" (Хан Дин)
1992 год:
"Колокола из ада" (Ен Сен Ен)
"Живой Будда" (Хан Дин)
1993 год:
"Женитьба Мактона" (Мен Дон Ук)
"Ян Сан Бяк" (Ен Сен Ен)
1994 год:
"Дон Бернарда Албы" (Г. Лорка)
"Проделки Ким Сен Дара" (Хан Дин)
1995 год:
"Последний пылко влюбленный" (Н. Саймон)
"Хозяйка гостиницы" (К. Гольдони)
1996 год:
"Кто, если не ты?" (Ли Дя Хен)
"Скамейка" (А. Гельман)
1997 год:
"Последняя попытка" (М. Задорнов)
"Умереть во гневе" (М. Ауэзов)
"Память" (Л. Сон, С. Ли)
1998 год:
"Не плачь, Хон До" (Им Сон Гю)
"Тартюф" (Ж.Б. Мольер)
1999 год:
"Ге Воль Хян" (Ри Ден Хи)
"Торжество в доме наместника Мена" (О Ен Дин)
2000 год:
"Ты – мне, я – тебе" (Хан Дин)
"Не цветет вишня осенью" (Г. Кан)
2001 год:
"Не умирайте молодыми" (Цой Ен Гын)
"Женитьба деревенского дурочка" (Л. Сон, С. Ли)
2002 год:
"Дом Бернарды Альбы" (Г. Лорка)
"Сказание о Янбане" (Хан Дин)
2003 год:
"Колыбельная" (Т. Миннуллин)
"Деревенская кадриль" (В. Гуркин)
"Кавказская рулетка" (В. Мережко)
2004 год:
"Приблудный зятек" (Т. Ахтанов)
2005 год:
"И это все о женщине" (Г. Лорка)
"Романсы… романсы…" (З. Ким)
"Ариран" (Цой Ен Гын)
2006 год:
"Память" (Л. Сон, С. Ли)
"Снежный цветок" (С. Козлов)
2007 год:
"Сказание о девушке Чун Хян" (инсц. Ли Ен Хо)
"Не стоит раскачивать дерево" (Хан Дин)
"Новогодний иллюзион" (Э. Пак)
"Путь диаспоры" (Г. Юн)
"Цветы багульника в краю степном" (С. Ли, О. Ли)
2008 год:
"Хын Бу и Ноль Бу" (Тхай Дян Чун)
"Сказание о Сим Чен" (А. Малюченко, Цой Ен Гын)
"Мышиная возня" (Э. Пак)
"Четвертая власть" (О. Ли)
"Песни ретро" (О. Ли, З. Ким)
"Напевы Семиречья" (О. Ли, З. Ким)
"Память сердца" (О. Ли)
"Осенние фантазии" (О. Ли)
2009 год:
"И увидел Алмазные горы" (С. Ли)
"Ирония любви или приключения кисэн в Азиопе" (Цой Ен Гын)
"Наследники" (Д. Исабеков)
"Деревенская кадриль (восстановление)" (В. Гуркин)
"Идем за елочкой" (О. Ли)
"Первое Марта" (Э. Пак, З. Ким)
"Дорогие мои старики" (О. Ли)
"Апрельская капель" (О. Ли)
"Судьба моя – Песня" (З. Ким, О. Ли)
"Мелодии лета" (Олег Ли)
"Театральные ритмы" (О. Ли)
"И осенью в душе весна" (О. Ли)
"Хангыль наль" (О. Ли)
2010 год:
"Нежданная встреча" (Т. Ахтанов)
"Дорожка Феи в саду" (А. Ким)
"Медведь" (А. Чехов)
"Прыжок Тигра" (Г. Юн, О. Ли)
"Посвящение мэтру" (Г. Юн, О. Ли)
2011 год:
"Принц Трех Царств" (Д. Накипов)
"Не рой яму другому (Три мудрых совета)" (Цой Ен Гын)
"Старая любовь не ржавеет" (Цой Ен Гын)
"За Тигром вслед восточный Кролик" (Г. Юн, О. Ли)
"Казахстан – наш дом родной" (О. Ли, Г. Юн)
"В краю родном, в краю тюльпанов" (О. Ли, Г. Юн)
"Песни Востока" (О. Ли, Г. Юн)
2012 год:
"Янбанден" (Хан Дин)
"Всё сначала" (А. Ро)
"Карагоз" (М. Ауэзов)
"Сим Чен дён" (Цой Ен Гын)
"Чудеса Деда Мороза" (К. Абрамцев)
"По-восточному в Новый год" (Д. Скирта)
"Салем, Наурыз!" (Л. Ким, Г. Юн)
"Зовут обелиски" (Н. Ким)
"Имя моё – Жизнь" (Г. Пьянова)
"Нам – 80!" (Н. Ким)
2013 год:
"Маданг нори" (Г. Пьянова)
"Если б не было войны" (Н. Ким)
"Хон, летящий через столетия" (О. Ли по мотивам пьесы Тхай Дян Чуна)
"Ким-очень редкая фамилия" (Л. Сон)
"Из древней Кореи в век нынешний" (Канг Сон Юн, О. Ли)
"Любовь женщины" (Ж. Солтиева)
2014 год:
"Посвящение Женщине" (Н. Ким)
"Неба голубой шатер" (Н. Ким)
"Май, мир, весна" (Н. Ким)
"Соль юхыи" (Н. Ким)
"Янбан дён (восстановление)" (Хан Дин)
"Связанные одной судьбой" (Н. Ким, Е. Ким)
"Самая большая выгода" (Е. Ким)
2015 год:
"Букчхон садждя нори" (Ли Гёнг Хва)
"Между небом и землей" (Н. Ким)
"Легко ли быть королевой" (Цой Ен Гын)
"Эй, Труффальдино! (Слуга двух господ)" (К. Гольдони)
"Ана бакыты (Материнское счастье)" (Ж. Солтиева)
"Север-Юг" (Е. Ким)
"Генерал Ко Сон Ди" (Чой Джи Енг)
2016 год:
"Соль наль кхын дянчхи»" (Н. Ким, Е. Ким)
"День благодарности" (Н. Ким)
"Все начинается с любви" (Н. Ким)
"Земли моей прекрасней нет" (Н. Ким)
"Маданг нори" (Е. Ким)
"Великий Май, победный Май! (День защитника Отечества и День Победы)" (Н. Ким)
"Корёин нори" (Е. Ким)
"Актрива" (Д. Исабеков)
"Плачь кукушки (прощение)" (по пьесе А. Кима)
"Имя мое – Жизнь" (Г. Пьянова)
"Имсильбонг нонъак" (Ян Джин Хван)
"Азии таинственный звук" (А. Пак, Н. Ким, Е. Ким, Л. Ким, Г. Юн)
"Новогодние приключения" (Н. Ли, О. Цой, Б. Югай)
2017 год:
"Чосындаль" (Е. Ким)
"Весна, как Женщина… как Женщина Весна" (Е. Ким)
"Чарующий простор степей" (Н. Ким)
"У вечного огня (День защитника Отечества и День Победы)" (Н. Ким)
"Поэма о любви. Козы Корпеш и Баян Сулу" (по мотивам пьесы Г. Мусрепова)
"Утренняя свежесть в горах Алатау" (Е. Ни, А. Пак)
"Благословенны будьте на века..." (Е. Ни, Н. Ким)
"Нам – 85!" (Н. Ким)
"Приключения Ежика и Новогодний карнавал" (А. Махпиров, М. Пак)
"Волшебный свет луны" (Е. Ким)
"RePlay" (Е. Ким)
2018 год:
"Сквозь поколения" (Н. Ким)
"Хакён хвадэхабсольму" (Е. Ни)
"Маленькие истории большой войны" (Е. Ни, Н. Ким)
"Чунхянден" Remake (инсц. Е. Ким)
"95 лет Коре ильбо" (Е. Ким, Е. Ни)
"Командир Хон Бом До" (О. Ли, Е. Ни)
"Прощай, Гульсары!" (инсц. Д. Жумабаевой по мотивам повести Ч. Айтматова)
"Дни, что нами пройдены" (Н. Ким, Е. Ким)
2019 год:
"Новогодние фантазии" (Е. Ким)
"Письма о любви" (Е. Ни)
"Письма с войны" (Н. Ким)
"Мудрый Жиренше и красавица Карашаш" (инсц. Е. Ни)
"Деревенская кадриль" (по пьсе В. Гуркина "Прибайкальская кадриль")
"Дерево" (по мотивам пьесы Хан Дина "Не стоит раскачивать дерево")
"Альбом памяти" к 100-летию Те Дён Гу (Е. Ни, Н. Ким)
"Шаг в бездну" (по мотивам пьесы А. Островского "Бесприданница")
2020 год:
"Соль наль 2020" (Е. Ни)
"Голос театра" (Е. Ни, Е. Ким)
"Дом Бернарды Альбы" (Г. Лорка)
"Путь длиною в жизнь" (Е. Ни)
"Жизнь как жизнь" (Е. Ни)
"Если я человеком зовусь" (либретто Е. Ни)
"Проделки Ким Сон Даля" (Е. Ни)
"Новогодняя сказка" (Е. Ни)
2021 год:
"Жусан" (инсц. Е. Ни)
"Весенняя фантазия" (Инсц. Е. Ни)
"Ұлыстың улы күні" Наурыз (Инсц. Е. Ни)
"Я жизнь свою сложил из стихов…" к 175-летию Ж. Жабаева (Инсц. Д. Жумабаева)
"Чайка" (А.П. Чехов)
"Сказка о двух братьях" (Тхай Дян Чун)
2022 год:
"Новогодняя сказка" (Е. Ни)
"Жизнь – история единства" (Е. Ни)
"Сольналь 2022" (Е. Ни)
"Женщина в песках" (Кобо Абэ)
"Трудное счастье быть самим собой" к 75-летию Цой Э.А. (Е. Ни)
"Айналайын халкымнан еркелеткен" к 100-летию Розы Баглановой (Е. Ни)
2022 год:
"Кобланды" (Инсц. А. Цой)
"Снежная королева" (Инсц. Е. Пен)
2023 год:
"Сольналь 2023" (Инсц. Е. Ни)
"Сердце красавицы" (Инсц. Е. Пен)
"Любовь женщины" к 130-летию М. Жумабаева (автор Ж. Солтиева)
"По лабиринту мечты" к юбилею Зои Ким и Ларисы Ким (Е. Ни)
"40 дней чудес" (автор Ким Су Ми)
"Прозит!" (по мотивам пьесы Б. Брехта "Мещанская свадьба", режиссер Е. Пен)
"Тенгриада" (автор Ким Су Ми)
"Кто спасет новый год?" (Е. Ни)
"Улы дала ели" (Е. Ни) 
2024 год:
"Сим Чен Ден" (Автор Цой Ен Гын) 
"Объятия Кумихо" (Инсц. Е. Ни) 
"Мотылек" (Автор Ж. Солтиева) 
"Кибун" (Инсц. Е. Ни) 
"Рождение дракона" (сцен. Е. Ни) 
"Все о любви" (Сцен. Е. Пен) 
"Мелодия души" (Сцен. Е. Пен) 
"Отражение" (Сцен. Е. Ни) 
"Инь-Янь" (Автор Е. Ни) 
"Королева снежная" (Инсц. Е. Ни)   

## Выдающиеся деятели
- Народные артисты Казахской ССР:
  - Ким Дин
  - Ли Хам Дек
  - Ли Дян Сон (Ли Николай Петрович)
  - Ким Владимир Егорович
- Заслуженные деятели искусств Казахской ССР:
  - Ен Сен Ен
  - Те Ден Гу
  - Тхай Дян Чун
  - Кан Георгий Михайлович
  - Цай Ен
  - Хан Дин
  - Мен Дон Ук
- Заслуженные артисты Казахской ССР.
  - Цой Бон До
  - Пак Чун Себ
  - Ким Хо Нам
  - Ли Ен Су
  - Ким Хо Нам
  - Ли Гер Су
  - Ким Павел Александрович
  - Ким Владимир Александрович
  - Пак Софья Санчуновна
  - Пак Майя Санчуновна
  - Лим Роза Владимировна
  - Мун Александр Харитонович
- Заслуженные артисты Узбекской ССР:
  - Ли Ген Хи
- Народные артисты Республики Казахстан
  - Ким Римма Ивановна
- Заслуженные деятели Республики Казахстана
  - Ни Любовь Августовна
  - Пяк Антонина Петровна
  - Юн Георгий Петрович
  - Цой Роман Павлович
- Заслуженные деятели искусств Республики Казахстан
  - Ли Олег Сафронович
- Заслуженные артисты Республики Казахстан
  - Ким Зоя Викторовна
  - Ли Вениамин Владимирович
  - Ким Хак Нен